# ナワナコーン・ナコーンラーチャシーマー工業団地
ナワナコーン・ナコーンラーチャシーマー工業団地 (タイ語:เขตอุตสาหกรรมนวนคร นครราชสีมา、英語：Nava Nakorn Industrial Estate Nakonratchasima）は、タイのナワナコーン公社が管理する工業団地。タイ東北部ナコーンラーチャシーマー県スーンヌーン郡に位置する。2005年に開設。ナワナコン工業団地ナコンラチャシマとも記述される。バンコクおよびラオスなどの近隣国へのアクセスの良さ、タイで二番目に多い人口を抱えるナコーンラーチャシーマー県の安価な労働力、政府からの高い恩恵を売りにしている。

## 事務所所在地

### 本社
パトゥムターニー県 クローンルワン郡 タムボン・クローンヌン パホンヨーティン通り ムー13 999
（999  หมู่ 13 ถนนพหลโยธิน, ตำบลคลองหนึ่ง, อำเภอคลองหลวง, จังหวัดปทุมธานี 12120） 

### ナコーンラーチャシーマー事務所
ナコーンラーチャシーマー県スーンヌン郡 タムボン･ナークラーン ミットラパープ通り（231km地点）999
（999 ถนนมิตรภาพ (กม 231) ตำบลนากลาง อำเภอสูงเนิน จังหวัดนครราชสีมา 30170） 
- 各地からの距離
  - バンコクより231km（車で2時間30分）

## 用地
- 用地面積 - 総面積  320ha

## 施設
- 水道水：ラムタコーンダムを水源にし、さらに100万㎥の貯水池を持つ。給水能力5,040㎥/日。今後20,000㎥/日まで増強予定。予備供給源として地方水道公社の設備を備える[2]
- 電力：タイ地方電力公社(PEA)より2X50MVA｡
- 電話：1,000本以上回線、長距離電話ネットワーク、インターネット・ビデオ会議用専用のISDN高速システム。
- 廃水処理 ：汚水活性化装置設置。8,000立方メートル/日の処理能力。
- 道路：幹線道路は幅員40m、4車線道路。側道は18メートル幅員。
- 洪水対策:雨水配水管、休水池、大型V字排水システム、洪水堤防を完備。
- 警備・消防:24時間の警備体制､CCTV設置
- 産業廃棄物：一般廃棄物はナワナコーン社が回収。有害廃棄物はBetter World Green 社やGenko社が回収。

## 洪水被害
2010年10月18日に工業団地において大雨により近くの堤防が決壊、サイアムフコクのゴム製造工場が被災した。サイアムフコクでは将来の水害のリスクを考慮し、同工業地域内の高台に新工場を建設し、生産を移管することを2011年5月13日の取締役会で決定している。

## 関連事項
- 工業省 (タイ)
- スラナーリー工業団地
- タイ工業団地公社